# مانکوویتسه
مانکوویتسه (به چکی: Mankovice) یک منطقهٔ مسکونی در جمهوری چک است که در ناحیه نووی ییتشین واقع شده‌است. مانکوویتسه ۱۰٫۱۲ کیلومتر مربع مساحت و ۵۸۹ نفر جمعیت دارد و ۲۶۸ متر بالاتر از سطح دریا واقع شده‌است.